# اس‌پی‌تی ۰۴۱۸-۴۷
اس‌پی‌تی ۰۴۱۸–۴۷ (انگلیسی: SPT0418-47) کهکشانی جوان و بسیار دور است که در سال ۲۰۲۰ کشف شد. این کهکشان به طرز شگفت‌انگیزی به کهکشان راه شیری شبیه است. ما از سامانه خورشیدی، آن را آنگونه می‌بینیم که کیهان تنها ۱٫۴ میلیارد سال سن می‌داشته‌است. اس‌پی‌تی ۰۴۱۸–۴۷ به‌طور شگفت‌آوری بی هرج و مرج است و این آرامش با این نظریه که همه کهکشان‌ها در جهان اولیه متلاطم و ناپایدار بوده‌اند را به چالش می‌کشد. این کهکشان در فاصلهٔ حدود دوازده میلیارد سال نوری از کهکشان اصلی زمین، کهکشان راه شیری قرار دارد. تصویر دایره‌ای (در سمت چپ تصویر همراه) نمای تحریف شده ما از کهکشان است. این اعوجاج به دلیل گرانش یک کهکشان (بین زمین و کهکشان اس‌پی‌تی ۰۴۱۸–۴۷ و در این تصویر دیده نمی‌شود) است که نور را از اس‌پی‌تی ۰۴۱۸–۴۷ به یک حلقه متمرکز می‌کند. مدل‌سازی رایانه‌ای می‌تواند برای خنثی کردن اعوجاج مورد استفاده قرار گیرد و ظاهر واقعی کهکشان را آشکار کند: یک دیسک چرخان با برآمدگی مرکزی (در سمت راست تصویر همراه).
اخترشناسان دانشگاه کرنل با تجزیه و تحلیل بیشتر داده‌های اولین تصویرهای یک کهکشان شناخته‌شدهٔ اولیه که با تلسکوپ فضایی جیمز وب ناسا (JWST) گرفته شده بود، یک کهکشان همراه را کشف کردند که پیش از این در پشت نور کهکشان پیش‌زمینه پنهان شده بود - که به‌طور شگفت‌انگیزی به نظر می‌رسد قبلاً وجود داشته‌است.
بو پنگ، دانشجوی دکترای نجوم، که این داده‌ها را هدایت می‌کرد، گفت: این کهکشان با وجود سن کم، میزبان چندین نسل از ستارگان بوده که تخمین زده می‌شود ۱٫۴ میلیارد سال سن داشته باشد. «تحلیل و بررسی JWST نگرش ما به این سیستم را تغییر می‌دهد و افق‌های جدیدی را برای مطالعهٔ چگونگی شکل‌گیری ستاره‌ها و کهکشان‌ها در کیهان اولیه باز می‌کند.» پنگ نویسندهٔ اصلی کتاب «کشف یک همدم غبارآلود و بالغ برای کهکشان ستاره‌باران z~۴ در داده‌های علمی انتشار زودهنگام JWST» است که در مجلهٔ «Astrophysical Journal Letters» منتشر شده‌است.